# 格拉訥河畔維拉爾

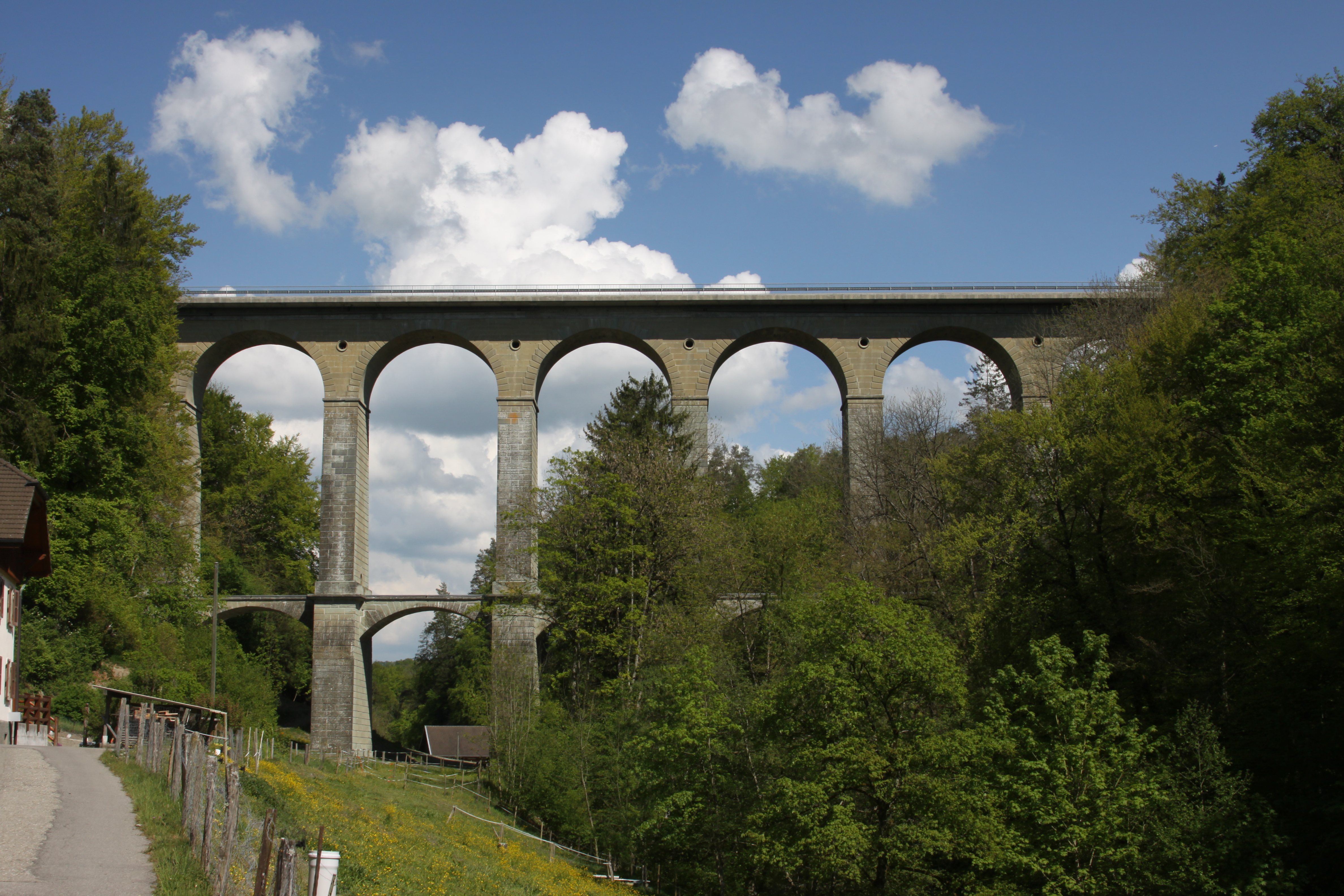

格拉訥河畔維拉爾（法語：Villars-sur-Glâne）是瑞士的城鎮，位於該國西部，由弗里堡州負責管轄，面積5.49平方公里，海拔高度659米，2011年人口11,762，七成人口信奉羅馬天主教，人口密度每平方公里2142人。

## 外部連結
- Official website （页面存档备份，存于） （法文）